# كالوم فورستر
كالوم فورستر (بالإنجليزية: Calum Forrester)‏ هو لاعب اتحاد الرغبي بريطاني، ولد في 3 أكتوبر 1986.